# 千秋关
30°21′24″N 119°17′19″E / 30.3567407°N 119.2886798°E
千秋关，位于安徽省宁国市浙皖边界、天目山西麓的云梯畲族乡千秋村，得名于所在的千秋岭，为安徽省文物保护单位，旧为为昌化与宁国两县之间的要道，控制着江苏、安徽商人进入浙江的商路。千秋关始建于五代，最初时是吴越国的边界关隘，南宋时作为首都临安的门户置关戍守，清咸丰年间因太平天国战事重修。现建筑高3.82米、长25.25米、厚7.17米，当中的洞高2.42米、宽2.05米，门洞上方有一个阳文“千秋关”石质匾额；通道内部旧有卡门，高3.2米、宽2.25米、厚1.25米，今不存。